# FIFA Soccer 95
FIFA Soccer 95 – gra wydana przez EA Sports w 1995 na platformę Sega Genesis i Sega Mega Drive. Na okładce gry występuje Erik Thorstvedt. 
Używając takiego samego (lekko zmodyfikowanego) silnika co poprzednik, FIFA 95 wprowadziła kolejne drużyny do serii w ośmiu państwowych ligach: Brazylia, Niemcy, Włochy, Hiszpania, Anglia, Francja, Holandia i USA. Wydawca gry poprawił wady występujące w poprzedniej części. Poprawiono algorytm odpowiedzialny za poruszanie się rywali po boisku (wykorzystano SI), usprawniono również sterowanie zawodnikami. Zmianie uległ również poziom trudności gry.
Portal Retro Sanctuary zaklasyfikował grę FIFA Soccer 95 na 93 pozycji na liście "100 najlepszych gier na Genesis"